# ISO 20400
la norma internazionale ISO 20400 Sustainable procurement -- Guidance in Italia UNI ISO 20400 Acquisti sostenibili - Guida, fornisce orientamenti alle organizzazioni, indipendentemente dalla loro attività o dimensione, sull'integrazione della sostenibilità nell'ambito degli appalti. È destinato alle parti interessate coinvolte o influenzate da decisioni e processi di approvvigionamento.
Questo standard è stato sviluppato dal comitato di progetto ISO/PC 277.

## Storia
Lo standard è stato sviluppato da ISO PC 277, che ha iniziato il lavoro nel 2013. La prima edizione di ISO 20400 è stata pubblicata ad Aprile 2017.

## Principali requisiti dello standard
La norma ISO 20400:2017 adotta la struttura con la seguente ripartizione:
- 1 Campo di applicazione
- 2 riferimenti normativi
- 3 Termini e definizioni
- 4 Capire i fondamenti
- 5 Integrare la sostenibilità nella politica e nella strategia di approvvigionamento dell'organizzazione
- 6 Organizzazione della funzione di approvvigionamento verso la sostenibilità
- 7 Integrare la sostenibilità nel processo di approvvigionamento

## Cronologia
| Anno | Descrizione             |
| ---- | ----------------------- |
| 2017 | ISO 20400 (1ª Edizione) |